# Hydrovatus frater
Hydrovatus frater är en skalbaggsart som beskrevs av Régimbart 1895. Hydrovatus frater ingår i släktet Hydrovatus och familjen dykare. Inga underarter finns listade i Catalogue of Life.